# Tôn Nhơn phủ (Huế)
Tôn Nhơn phủ (chữ Hán: 宗人府) hay Tông Nhân phủ là cơ quan của nhà Nguyễn chuyên trách các công việc của hoàng tộc, trông nom sổ sách của hoàng tộc, soạn thảo ngọc phả (gia phả dòng họ nhà vua), việc ghi chép ngày sinh và ngày mất cùng sơ yếu lý lịch của mọi thành viên trong hoàng tộc, cùng với việc thờ cúng đền miếu trong hoàng tộc.

## Lịch sử

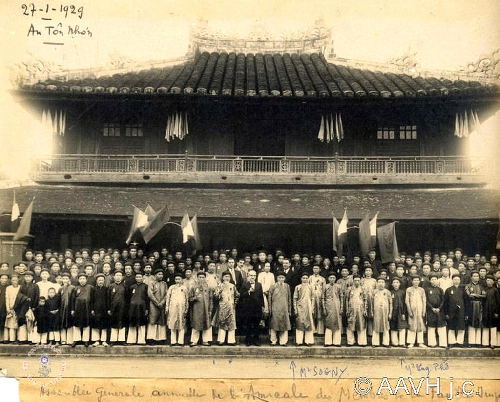
Các thành viên Đồng tôn tương tế phổ cùng quan khách chụp ảnh lưu niệm tại Phủ Tôn Nhân (27-01-1929)

Vào thời vua Gia Long, năm Gia Long thứ 3 (1804), khi xây dựng hệ thống quan chế, đã đặt vị trí quản lý phủ Tông nhân (Tông nhân lệnh) ở trên cả bậc chánh nhất phẩm, hai vị trí xếp thứ nhì của phủ Tông nhân (tả hữu Tông chính Phủ Tông nhân) đều ở bậc chánh nhất phẩm.

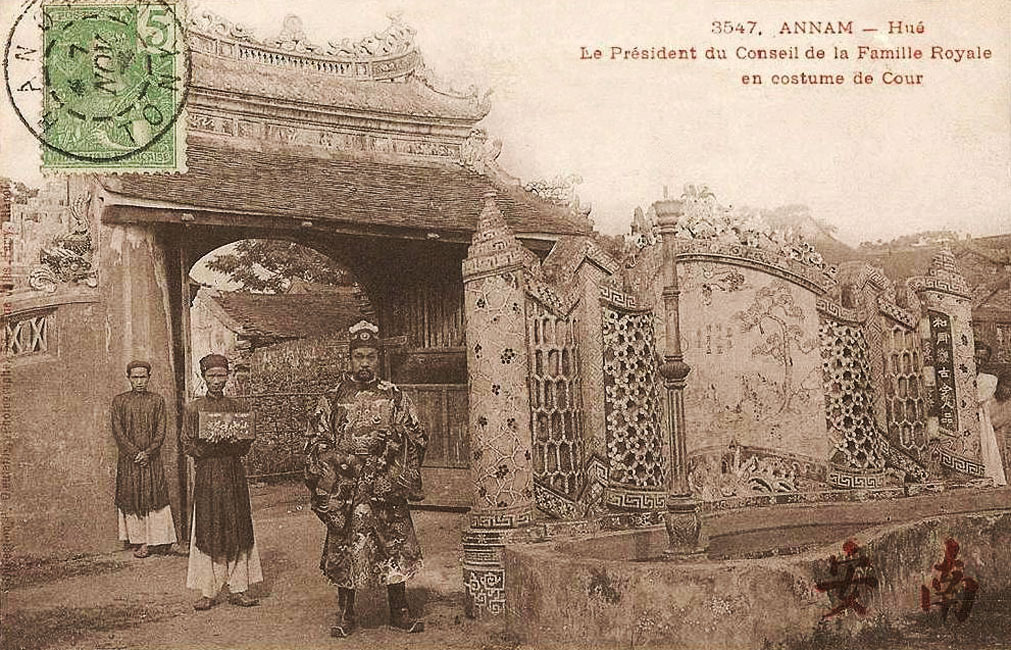
Bình phong và cổng vào Tôn Nhơn Phủ

Theo "Đại Nam thực lục", vào tháng Giêng năm Minh Mạng thứ 5 (1824), nhà vua "Cho Tông nhân phủ 1.000 quan tiền, phàm người tôn thất có việc hiếu hỷ thì những người tộc trưởng tùy theo xa gần, thân sơ dùng làm hai lễ hồng bạch (hồng là lễ hỷ, bạch là lễ tang), mỗi năm một lần tâu sổ chi tiết, cấp cho". Tháng 8 năm Minh Mạng thứ 17 (1836), bắt đầu đặt quan chức ở Tông nhân phủ bao gồm
- Tông Nhân lệnh: 1 người
- Tả Hữu Tông chính: 2 người
- Tả hữu Tông nhân: lấy các Hoàng tử có tước Vương hoặc tước Công; coi việc sổ sách, xếp đặt tước lộc và phân chia ân lộc của Hoàng đế.
- Tả Hữu Tông khanh: lấy các người tước Tam phẩm trong hàng Tôn Thất; văn võ mỗi hàng 1 người; phụ trách biên soạn sổ sách của Tôn Thất, xét thứ tự thừa ấm, tập ấm, phẩm trật cùng lương bổng.
- Tư giáo: hàm Tòng lục phẩm; là tộc trưởng của các hệ 1, hệ 2, hệ 3, hệ 5, hệ 7, hệ 9; mỗi hệ 1 người. Lấy người trong Tôn Thất đã có quan chức tương ứng mà kiêm sung, nếu không đủ thì nâng lên cho khớp, sau đó mới bổ nhiệm chức này.Tôn Nhân phủ của nhà Nguyễn hiện là phế tích nằm trên phần đất của công viên Nguyễn Văn Trỗi, Huế

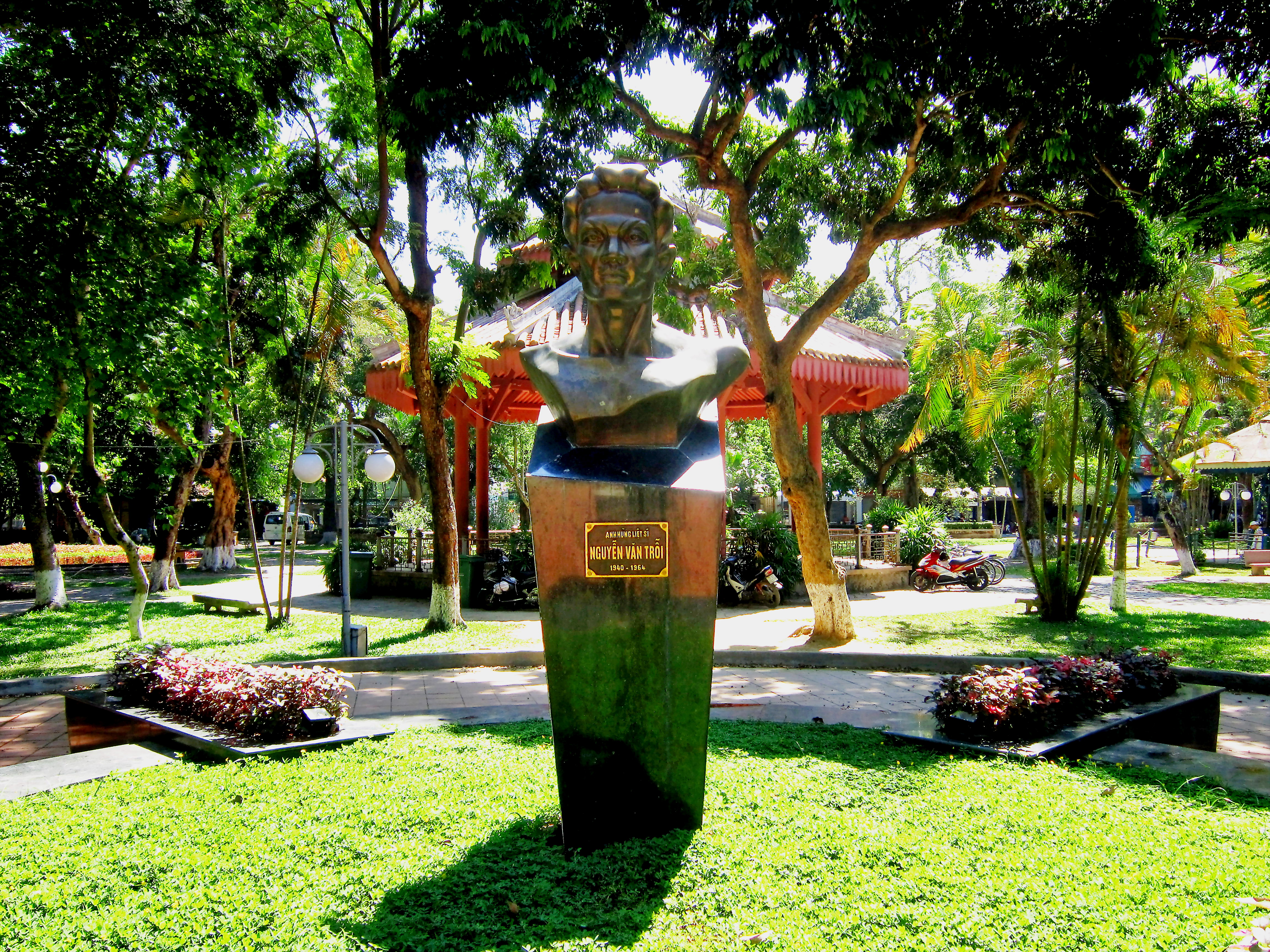
Tôn Nhân phủ của nhà Nguyễn hiện là phế tích nằm trên phần đất của công viên Nguyễn Văn Trỗi, Huế

Ngoài ra còn có Thừa Biện ty, được quản lý bởi một Lang trung hàm Chính tứ phẩm; Viên ngoại lang hàm Chính ngũ phẩm cùng Chủ sự hàm Chính lục phẩm. Dưới nữa còn có Tư vụ hàm Chính thất phẩm cùng Thư lại, hàm Chính Bát Cửu phẩm. Chức Thư lại được điều động vô phụ tá các [Tư giáo] của các phòng hệ.
Khi Thiệu Trị Đế lên ngôi, vì kị huý tên riêng của vua là Miên Tông, và kị húy Thánh tổ Nhân hoàng đế Minh Mạng, chữ "tông" phải cải lại thành "tôn", và chữ “nhân” phải đọc trại thành “nhơn” do đó Tông Nhân phủ (宗人府) phải cải thành Tôn Nhơn phủ (尊人府).
Ban đầu, Tôn Nhơn phủ chỉ là nơi lưu giữ ghi chép, song về sau cơ quan này cũng có quyền hạn giải quyết các vấn đề có liên quan đến các Thân vương, Công tử và Công tôn trong hoàng tộc.
Thời Pháp thuộc, từ năm 1897, Hội đồng Tôn Nhơn phủ chịu sự kiểm soát trực tiếp của Toà Khâm sứ Trung Kỳ.
Đến năm 1945, sau khi triều Nguyễn cáo chung, Phủ Tôn Nhơn cũng không còn lý do gì để tồn tại. Tôn Nhơn phủ chuyển đổi thành một tổ chức dòng họ lấy tên là Hội đồng trị sự Nguyễn Phước Tộc dưới sự cố vấn trực tiếp của Đức Từ Cung.

## Kiến trúc
Năm Minh Mạng thứ 13 (1832), Tôn Nhơn phủ mới có một trụ sở làm việc riêng biệt đặt ở phường Trung Thuận trong kinh thành Huế, với một căn nhà chính gồm hai gian ba chái và hai nhà phụ.
Sau mấy lần tu bổ vào các năm 1890 và 1903 triều Thành Thái, tòa Tôn Nhơn phủ lại được xây dựng mới vào năm 1909 triều Duy Tân, diện tích 19m x 18m, nền cao 0,95m; với tường xây có nhiều cửa cái và cửa sổ. Trên mái tòa nhà là hình ảnh "lưỡng long triều nguyệt" quen thuộc của người Việt xưa, miêu tả hai con rồng đang vờn mặt trăng.
Gian giữa tòa nhà là nơi làm việc của vị hoàng thân đứng đầu Tôn Nhơn phủ, còn hai gian kia dành làm văn phòng của hai vị phụ tá.
Trên vách và các cột có nhiều câu đối của các hoàng thân và đại thần trong triều, nội dung biểu dương người sáng lập ra phủ, ca ngợi dòng dõi hoàng gia hoặc cầu chúc triều đại được trường tồn.
Ngoài ra còn có hai bức tranh đợc treo trong tòa nhà chính: bức thứ nhất vẽ chân dung của một vài vị đại thần thuộc hoàng tộc; bức thứ hai vẽ khu vườn và tòa nhà Tôn Nhơn phủ.